# Hanoi – Warszawa
Hanoi – Warszawa ist ein mehrfach ausgezeichneter polnischer Kurzfilm von Katarzyna Klimkiewicz aus dem Jahr 2009.

## Handlung
Thran Lam Vong ist ein junger Vietnamese, der illegal in Warschau lebt. Er verdient seinen Lebensunterhalt mit Schwarzmarkthandel. Von dem verdienten Geld ermöglicht er seiner geliebten Freundin Mai Anh ebenfalls die illegale Einreise. Über die grüne Grenze zwischen Polen und der Ukraine wird sie gemeinsam mit anderen Vietnamesen ins Land geschleppt. Auf der polnischen Seite wird die Gruppe mit einem Kleintransporter in Richtung Warschau gefahren. Vor dieser Reise wird Mai Anh von dem Fahrer Mirek vergewaltigt. Schließlich wird die Gruppe in einem Wald ausgesetzt und Mai Anh macht sich allein auf den Weg in die unbekannte Stadt. Zu dieser Zeit kommt ihr Freund Vong nach einer Razzia in Haft. Er kann sich nicht ausweisen und benutzt einen falschen Namen. Mai Anh kann ein Auto stoppen. Das junge Paar Monika und Darek nimmt sie mit bis nach Warschau. Monika lässt Mai Anh mit Vong telefonieren, der ihr mitteilen kann, dass er inhaftiert ist. In Warschau lässt sich Mai Anh festnehmen und findet Vong in der Untersuchungshaft wieder. Als sie ihm jedoch erzählt, dass sie nach ihm unter seinem richtigen Namen gefragt hat, wendet er sich von ihr ab. Eine ältere Vietnamesin klärt sie auf: Die illegalen Einwanderer können ohne Papiere nur unter falschem Namen in Polen leben, da sie dann nicht ausgewiesen werden können.

## Auszeichnungen
- 2009: Sonderpreis beim Polnischen Filmfestival Gdynia
- 2010: Erster Preis beim Festival de Cine de Alcalá de Henares in Madrid
- 2010: Besondere Erwähnung beim Filmfestival Cottbus
- 2010: Europäischer Filmpreis 2010 in der Kategorie Bester Kurzfilm